# Ястраб'є-над-Теплою
Ястраб’є-над-Теплою або Ястраб’є-над-Топлею (словац. Jastrabie nad Topľou) — село в Словаччині, Врановському окрузі Пряшівського краю. Розташоване в східній частині Словаччини в північно- західному куті Східнословацької низовини в долині Теплої.
Уперше згадується в 1363 році. 

## Пам'ятки
У селі є римо-католицький костел (1930) з елементами сецесії та неоготики збудований на місці старішого костела та греко-католицька церква Зіслання Святого Духа (1939).

## Населення
| Рік:            | 1994. | 2004.   | 2014.   | 2024.   |
| --------------- | ----- | ------- | ------- | ------- |
| Кількість осіб: | 377   | 414     | 453     | 497     |
| Різниця:        |       | +9,81 % | +9,42 % | +9,71 % |

| Рік:            | 2023. | 2024. |
| --------------- | ----- | ----- |
| Кількість осіб: | 497   | 497   |
| Різниця:        |       | +0 %  |

У селі проживає 454 осіб.
Національний склад населення (за даними перепису 2001 року):
- словаки — 99,74 %,
- чехи — 0,26 %.

Склад населення за приналежністю до релігії станом на 2001 рік:
- греко-католики — 47,18 %,
- римо-католики — 43,85 %,
- протестанти — 8,46 %,
- не вважають себе вірянами або не належать до жодної конфесії — 0,52 %.